# Gaspar Veloso
Gaspar Duarte Veloso (Curitiba, 10 de agosto de 1903 - Curitiba, 13 de agosto de 1976) foi um advogado, jornalista e político brasileiro.

## Biografia
Filho de Antônio Duarte Velloso e Ernesta Dalledone Velloso, Gaspar estudou na Escola Americana, Colégio Santa Júlia e no Ginásio Paranaense. Em 1929 formou-se em direito na Faculdade de Direito de Curitiba (que na década de 1950 foi federalizada, tornando-se a UFPR) além de estudar também na Escola Superior de Guerra. Foi casado em primeiras núpcias com Dulce Gonçalves e em segundas núpcias com Leila Pernetta.
De 1933 a 1938, exerceu o cargo de diretor-geral de Educação do Paraná durante o governo de Manuel Ribas (1932-1945). Já no período do Estado Novo (1937-1945) dirigiu o Departamento Estadual de Imprensa e Propaganda (DIP) do Paraná. Em 1947, tornou-se secretário de Educação de seu estado, sendo neste mesmo ano eleito vereador na capital paranaense pelo Partido Social Democrático (PSD), cuja liderança exerceu na Câmara Municipal até 1949.
Suplente do senador Alô Guimarães, assumiu o mandato em 14 de junho de 1956 mantendo-se no cargo até 31 de janeiro de 1963. Nessa legislatura integrou as comissões de Constituição e Justiça, de Relações Exteriores e Especial de Estudos da Política de Produção e Exportação, atuando ainda como vice-presidente da Comissão de Redação e presidente das comissões de Economia, de Finanças e Mista do Problema do Inquilinato. Em 1959 foi escolhido vice-líder da maioria no Senado, formada pelo PSD, o Partido Trabalhista Brasileiro (PTB), o Partido Social Progressista (PSP) e o Partido Republicano (PR), tornando-se em 1961 vice-líder do PSD naquela casa, que abandonou em definitivo ao concluir seu mandato, em janeiro de 1963.
Gaspar Velloso também foi promotor público em Castro, Imbituva e Tomazina, além de professor de sociologia e filosofia, entre outras ocupações públicas. Foi ainda redator do jornal Gazeta do Povo e dirigiu o jornal O Dia. Em 1956 foi o embaixador especial ao representar o Brasil nas solenidades de posse do presidente Hernán Siles Zuazo, da Bolívia e foi membro do Centro Paranaense de Letras e do Instituto Histórico e Geográfico do Paraná.

## Obras publicadas
- Ação rescisória (1932)[2]